# Brilliance of the Seas
 (juillet 2017).
Si vous disposez d'ouvrages ou d'articles de référence ou si vous connaissez des sites web de qualité traitant du thème abordé ici, merci de compléter l'article en donnant les références utiles à sa vérifiabilité et en les liant à la section « Notes et références ».
Brilliance of the Seas est un paquebot de croisière de classe Radiance appartenant à la Royal Caribbean International.